# Liste in der DDR gezeigter westlicher Fernsehserien
Die Liste in der DDR gezeigter westlicher Fernsehserien enthält Fernsehserien und TV-Mehrteiler aus nicht-sozialistischen Ländern, welche im Fernsehen der DDR aufgeführt wurden. Diese Liste ist nach den Angaben der filmo-bibliografischen Jahresberichte als eine Totalerfassung der im Fernsehen der DDR ausgestrahlten Fernsehserien und TV-Mehrteiler ausgelegt.
Wurden einzelne Episoden in Spielfilmlänge als eigenständige Filme gezeigt, werden sie zwar hier als Serie gelistet, aber es wird angemerkt und ihr Eintrag in den Filmlisten bleibt trotzdem erhalten, um die Rekonstruktion der Ausstrahlungspraxis zu erhalten. Soweit nicht anders angegeben, entspricht die Reihenfolge der Ausstrahlung dem Original. Diese Liste erhebt keinen Anspruch auf Vollständigkeit. Fernsehfilme finden sich in den Filmlisten.

## Liste
| Jahr(e)   | Deutscher Titel                                                         | DDR-Titel | Originaltitel                                                           | Produktionsland                                                                              | Episoden | DDR-Premiere | Anmerkungen |
| --------- | ----------------------------------------------------------------------- | --- | ----------------------------------------------------------------------- | -------------------------------------------------------------------------------------------- | --- | ------------ | --- |
| 1939–1946 | Sherlock Holmes                                                         | | Sherlock Holmes                                                         | Vereinigte Staaten                                                                           | Zehn Filme von Roy William Neill                                                                                     | 17.04.1969   | Deutsche Erstausstrahlung. Der DFF zeigte zehn der vierzehn Sherlock-Holmes-Filme von Roy William Neill und betrachtete sie fälschlicherweise als britische Serie. Die Filme finden sich in der Liste der US-amerikanischen Filme. |
| 1953–1962 | Schlitz Playhouse of Stars                                              | Große Stars in kleinen Rollen                                                                                                 | Schlitz Playhouse of Stars                                              | Vereinigte Staaten                                                                           | S07(E31) | 1971         | Der DFF zeigte Episoden verschiedener US-Serien in dieser Reihe. |
| 1953–1962 | General Electric Theatre                                                | Große Stars in kleinen Rollen                                                                                                 | General Electric Theatre                                                | Vereinigte Staaten                                                                           | S03(E27); S05(E26)                                                                                                   | 1971         | Der DFF zeigte Episoden verschiedener US-Serien in dieser Reihe. |
| 1954–1958 | Studio 57                                                               | Große Stars in kleinen Rollen                                                                                                 | Studio 57                                                               | Vereinigte Staaten                                                                           | S04(E16) | 1971         | Der DFF zeigte Episoden verschiedener US-Serien in dieser Reihe. |
| 1955–1959 | Die Abenteuer von Robin Hood                                            | | The Adventures of Robin Hood                                            | Vereinigtes Königreich                                                                       | S01(E01–08,18,23–26,29–31,34,37); S02(E44,46,59–62,68,71) + vier weitere                                             | 01.12.1963   | Deutsche Erstausstrahlung. Andere Reihenfolge als im Original. |
| 1955–1965 | Alfred Hitchcock präsentiert                                            | Mordverdacht | Alfred Hitchcock presents                                               | Vereinigte Staaten                                                                           | S02(E19); S03(E24); S08(E04,05,28); S09(E06)                                                                         | 1971         | S03E24 lief in der Reihe Stunde der Entscheidung als Generalvollmacht. |
| 1955–1956 | Jane Wyman Show                                                         | Große Stars in kleinen Rollen                                                                                                 | Jane Wyman Show                                                         | Vereinigte Staaten                                                                           | S03(E09) | 1971         | Der DFF zeigte Episoden verschiedener US-Serien in dieser Reihe. |
| 1955–1956 | Star Stage                                                              | Große Stars in kleinen Rollen                                                                                                 | Star Stage                                                              | Vereinigte Staaten                                                                           | S01(E12) | 1971         | Der DFF zeigte Episoden verschiedener US-Serien in dieser Reihe. |
| 1956      | Die Abenteuer der drei Musketiere                                       | | Le avventure dei tre moschettieri                                       | Italien Vereinigte Staaten                                                                   | 16 Folgen | 03.01.1968   | |
| 1956–1957 | Seeabenteuer                                                            | | The Buccaneers                                                          | Vereinigtes Königreich                                                                       | E05,07,22,30,34,35 + zwei weitere                                                                                    | 25.09.1968   | Deutsche Erstausstrahlung. Andere Reihenfolge als im Original. |
| 1956–1957 | Corky und der Zirkus                                                    | Zirkusgeschichten | Circus Boy                                                              | Vereinigte Staaten                                                                           | | 23.10.1966   | Andere Reihenfolge als im Original. |
| 1956      | Der Graf von Monte Christo                                              | | The Count of Monte Cristo                                               | Vereinigtes Königreich                                                                       | | 02.09.1964   | Andere Reihenfolge als im Original. |
| 1959      | Buddenbrooks                                                            | | Buddenbrooks                                                            | BR Deutschland                                                                               | Komplett | 28.11.1971   | |
| 1959      | Gefährliche Geschäfte                                                   | | The Third Man                                                           | Vereinigtes Königreich Vereinigte Staaten                                                    | S01(E08,35,39); S02(E04,12,13,15,19); S03(E03,09)                                                                    | 23.09.1970   | Deutsche Erstausstrahlung. |
| 1959–1963 | Kraft Mystery Theatre                                                   | Stunde der Entscheidung | Kraft Mystery Theatre                                                   | Vereinigte Staaten                                                                           | S03(E14) | 1971         | Übernahme von der ARD. Die ARD legte mehrere Serien unter diesem Titel zusammen. |
| 1959–1960 | Die vier Gerechten                                                      | | The Four Just Men                                                       | Vereinigtes Königreich                                                                       | | 31.03.1966   | |
| 1960–1965 | Edgar Wallace Mysteries                                                 | Kriminalserie Edgar Wallace                                                                                                   | The Edgar Wallace Mysteries                                             | Vereinigtes Königreich                                                                       | S02(E11); S03(E02,04–06); S04(E02,03,06)                                                                             | 04.01.1969   | Als Serie ausgestrahlt, aber eigentlich eigenständige Filme, welche als Vorprogramm in den Kinos liefen. |
| 1960–1963 | Kommissar Maigret                                                       | | Maigret                                                                 | Vereinigtes Königreich                                                                       | S01(E02–06,09–13); S02(E01,03,05,06,08,10–13); S03(E05–07,09,11–13); S04(E01,03–05,07,09,10,13)                      | 10.04.1969   | Andere Reihenfolge als im Original. |
| 1961–1964 | Geisterschwadron                                                        | | Ghost Squad                                                             | Vereinigtes Königreich                                                                       | S01(E03,06,07) | 01.07.1969   | Deutsche Erstausstrahlung. |
| 1961–1962 | Sir Francis Drake                                                       | Der Piratenkapitän | Sir Francis Drake                                                       | Vereinigtes Königreich                                                                       | Acht Folgen eigenen Schnitts                                                                                         | 12.01.1975   | Der DFF zeigte acht Folgen mit jeweils 50 Minuten Länge. Im Original 26 Folgen mit 30 Minuten Länge. |
| 1961–1962 | Die Verfolger                                                           | Polizeihund Rex | The Pursuers                                                            | Vereinigtes Königreich                                                                       | E01,03,11,13,16,21,25,26,29,35,38 + zwei nicht mehr rekonstruierbar                                                  | 1968         | Andere Ausstrahlung als im Original. |
| 1962–1963 | Inspektor Leclerc                                                       | Kriminalistisches aus Paris                                                                                                   | L’inspecteur Leclerc enquête                                            | Frankreich                                                                                   | | 08.09.1966   | |
| 1962      | Kennziffer 01                                                           | Flughafendetektive | Zero One                                                                | Vereinigtes Königreich                                                                       | S01(E01,03,06,10,15); S02(E03,08,10,12,15); S03(E01)                                                                 | 06.01.1970   | Eigene Synchronisation. |
| 1962      | Oliver Twist                                                            | | Oliver Twist                                                            | Vereinigtes Königreich                                                                       | Komplett | 27.05.1970   | Eigene Synchronisation. |
| 1962      | Der Raritätenladen                                                      | | Old Curiosity Shop                                                      | Vereinigtes Königreich                                                                       | Komplett | 25.10.1971   | Deutsche Erstausstrahlung. |
| 1963      | Fernfahrer                                                              | | La route                                                                | Frankreich                                                                                   | Komplett | 25.06.1973   | Deutsche Erstausstrahlung. |
| 1963      | Guy de Maupassant erzählt                                               | | Treize contes de Maupassant                                             | Frankreich                                                                                   | E01-05,07,09-13 | 08.01.1969   | Andere Reihenfolge als im Original. |
| 1963–1965 | Indian River                                                            | Waldläufer | The Forest Rangers                                                      | Kanada                                                                                       | S01(E04,08,09,14,18,20,39); S02(04,13)                                                                               | 10.01.1968   | Deutsche Erstausstrahlung. Andere Reihenfolge als im Original. |
| 1963–1965 | Kraft Suspense Theatre                                                  | Stunde der Entscheidung | Kraft Suspense Theatre                                                  | Vereinigte Staaten                                                                           | S01(E04,07,09,15) | 1971         | Übernahme von der ARD. Die ARD legte mehrere Serien unter diesem Titel zusammen. |
| 1963–1964 | Mack & Meyer                                                            | | Mack & Myer for Hire                                                    | Vereinigte Staaten                                                                           | | 11.03.1969   | |
| 1964–1970 | Daniel Boone                                                            | | Daniel Boone                                                            | Vereinigte Staaten                                                                           | S02(E02,08,15,19,20,23,24,26,27,29,30); S03(E07–11,18–21,23,24,28); S04(E01,07,12,19); S05(E19); S06(E01,02,19,20)   | 09.07.1971   | Deutsche Erstausstrahlung. Andere Reihenfolge als im Original. |
| 1964–1969 | Detektive                                                               | | Detectives                                                              | Vereinigtes Königreich                                                                       | S01(E02,09,14,17); S02(E03,06,07,10–14,16,17)                                                                        | 15.10.1970   | |
| 1964–1977 | Morddezernat Melbourne                                                  | Fahndung: Morddezernat Melbourne                                                                                              | Homicide                                                                | Australien                                                                                   | Fünf Folgen | 26.03.1980   | Fünf Folgen wurden in der Reihe Fahndung gezeigt. Diese lassen sich aufgrund der Informationen nicht mehr rekonstruieren. |
| 1964      | Robinson Crusoe                                                         | | Robinson Crusoe                                                         | BR Deutschland Frankreich                                                                    | Komplett | 16.02.1973   | |
| 1964–1965 | Schiff Ahoi! Von Seebären und Landratten                                | Hallo, Käpt’n Bailey | The Baileys of Balboa                                                   | Vereinigte Staaten                                                                           | Acht Folgen, die sich nicht mehr rekonstruieren lassen                                                               | 10.06.1974   | Eigene Synchronisation. ZDF hat 13 Folgen synchronisiert (von 26). DFF-Folgen haben eigene Titel. |
| 1965–1966 | Der Baron                                                               | | The Baron                                                               | Vereinigtes Königreich                                                                       | E06,07,13,27 | 09.10.1969   | Andere Reihenfolge als im Original. Mit eigener Synchronisation. Als eigenständige Titel ausgestrahlt. |
| 1965–1970 | Belle und Sebastian                                                     | Sebastian | Belle et Sébastien                                                      | Frankreich                                                                                   | | 08.01.1971   | |
| 1965–1966 | Der blaue Express                                                       | | Le train bleu s’ arréte 13 fois                                         | Frankreich                                                                                   | | 14.01.1974   | |
| 1965      | Don Quijote von der Mancha                                              | | Don Quijote von der Mancha                                              | BR Deutschland Frankreich                                                                    | Komplett | 14.05.1969   | Als 13-Teiler ausgestrahlt. Im Original ein Vierteiler. |
| 1965      | Frédéric, der Wildhüter                                                 | | Frédéric le gardian                                                     | Frankreich                                                                                   | 11 Folgen | 10.10.1981   | Deutsche Erstausstrahlung. |
| 1965      | Paris, ein Kind und Jacqueline                                          | Schlager um Jacqueline | Mon filleul et moi                                                      | Frankreich                                                                                   | 10 Folgen | 15.03.1967   | |
| 1966      | David Copperfield                                                       | | David Copperfield                                                       | Vereinigtes Königreich                                                                       | | 17.01.1971   | |
| 1966      | Eine zuviel in Tourlezanne                                              | | Cécilia, médecin de campagne                                            | Frankreich                                                                                   | | 04.04.1972   | |
| 1966–1967 | Ferien in Lipizza                                                       | | Ferien in Lipizza/Poèitnice v Lipici                                    | BR Deutschland Jugoslawien                                                                   | Komplett | 21.05.1973   | |
| 1966      | Die Gentlemen bitten zur Kasse                                          | | Die Gentlemen bitten zur Kasse                                          | BR Deutschland                                                                               | Komplett | 28.06.1974   | Im Original ein Dreiteiler. Vom DFF als Vierteiler ausgestrahlt. |
| 1966–1968 | Das Gesetz des Schweigens                                               | | Vendetta                                                                | Vereinigtes Königreich Italien                                                               | S01(E01,06,09,11); S02(E08,10); S03(E03,05) + 5 weitere Folgen, die sich nicht mehr rekonstruieren lassen            | 29.07.1971   | Deutsche Erstausstrahlung. |
| 1966      | Komödien und Novellen                                                   | | Comédies et Nouvelles                                                   | Frankreich                                                                                   | | 23.11.1966   | |
| 1966      | Die Männer von Saint Malo                                               | | Corsaires et Flibustiers                                                | Frankreich                                                                                   | Komplett | 03.11.1975   | Deutsche Erstausstrahlung. |
| 1966      | Die Schatzinsel                                                         | | Die Schatzinsel/L’île au trésor                                         | BR Deutschland Frankreich                                                                    | Komplett | 21.12.1973   | Der DFF hat es zuerst als Sechsteiler, später als 13-Teiler gezeigt. Im Original ein Vierteiler. |
| 1966      | Der Tiger der sieben Meere                                              | | Il grande colpo di Surcouf                                              | Italien Frankreich Spanien                                                                   | Komplett | 23.04.1977   | Siebenteiliger Zusammenschnitt der Filme Unter der Flagge des Tigers und Donner über dem Indischen Ozean. Beide Filme wurden zuvor bereits einzeln gezeigt. |
| 1967      | Big M                                                                   | | The Big M                                                               | Vereinigtes Königreich                                                                       | Komplett | 16.11.1972   | Deutsche Erstausstrahlung. Der DFF hat es als Dreiteiler gezeigt. Im Original ein Sechsteiler. |
| 1967      | Große Erwartungen                                                       | | Great Expectations                                                      | Vereinigtes Königreich                                                                       | Komplett | 20.01.1973   | Deutsche Erstausstrahlung. |
| 1967      | Jahrmarkt der Eitelkeiten                                               | | Vanity Fair                                                             | Vereinigtes Königreich                                                                       | Komplett | 15.09.1972   | Deutsche Erstausstrahlung. |
| 1967      | Kenilworth                                                              | | Kenilworth                                                              | Vereinigtes Königreich                                                                       | Komplett | 29.09.1972   | Deutsche Erstausstrahlung. |
| 1967      | Das Mädchen im schwarzen Bikini                                         | | Girl in a Black Bikini                                                  | Vereinigtes Königreich                                                                       | Komplett | 24.04.1970   | Deutsche Erstausstrahlung. Der DFF hat es als Dreiteiler gezeigt. Im Original ein Sechsteiler. |
| 1967–1990 | Maigret                                                                 | | Les Enquêtes du commissaire Maigret                                     | Frankreich                                                                                   | S01(E01,02); S02(E01–04); S03(E01); S04(E01); S16(E01,04); S17(E01); S18(E01); S19(E01–03); S20(E01–03,05); S21(E02) | 13.05.1972   | Deutsche Erstausstrahlung. Andere Reihenfolge als im Original. |
| 1967      | Mögen Sie Austern?                                                      | | Ka’ De li’ østers?                                                      | Dänemark                                                                                     | Komplett | 20.04.1977   | Deutsche Erstausstrahlung. Der DFF hat es als Vierteiler gezeigt. Im Original ein Sechsteiler. |
| 1967      | Schmugglerpfad                                                          | | Conqueror’s Road                                                        | Vereinigtes Königreich                                                                       | Komplett | 04.07.1972   | Deutsche Erstausstrahlung. Der DFF hat es als Fünfteiler ausgestrahlt. Im Original ein Zehnteiler. |
| 1967      | Die verwegenen Abenteuer des Chevalier Wirbelwind                       | | Le Chevalier Tempête                                                    | Frankreich                                                                                   | Komplett | 08.07.1978   | |
| 1968      | Die 1-Million-Pfundnote                                                 | | The £1,000,000 Bank Note                                                | Vereinigtes Königreich                                                                       | Komplett | 09.03.1972   | Deutsche Erstausstrahlung. Der DFF hat sie als Zweiteiler ausgestrahlt. Im Original ein Vierteiler. |
| 1968      | Aus den Akten der Agentur 0                                             | | Les Dossiers de l’Agence O                                              | Frankreich Kanada                                                                            | E04,05,07,11–23 | 31.10.1968   | |
| 1968      | Babeck                                                                  | | Babeck                                                                  | BR Deutschland                                                                               | Komplett | 13.11.1976   | |
| 1968–1969 | Der Einzelgänger                                                        | | The Outsider                                                            | Vereinigte Staaten                                                                           | | 21.10.1976   | |
| 1968      | Der Experte                                                             | | The Expert                                                              | Vereinigtes Königreich                                                                       | S01(E01,13), S02(E09,11) + zwei weitere                                                                              | 1973         | Teils andere Folgen als in der ARD. Zwei Folgen lassen sich nicht mehr rekonstruieren. |
| 1968      | Die Gefährten des Baal                                                  | | Les Compagnons de Baal                                                  | Frankreich                                                                                   | 29.06.1972 |              | |
| 1968      | Geheimnisse um Wildfell Hall                                            | | The Tenant of Wildfell Hall                                             | Vereinigtes Königreich                                                                       | Komplett | 02.02.1974   | Deutsche Erstausstrahlung. |
| 1968      | Die Leute von der Picardie                                              | | L’homme du Picardie                                                     | Frankreich                                                                                   | | 30.07.1971   | |
| 1968      | Der Lord der Nacht                                                      | | Les Anges de la Nuit                                                    | Belgien                                                                                      | Komplett | 13.05.1980   | Der DFF hat es als Vierteiler gezeigt. Originalausstrahlungsformat lässt sich nicht mehr rekonstruieren. |
| 1968–1970 | Die Männer von Cumberland                                               | | The Borderers                                                           | Vereinigtes Königreich                                                                       | S01, S02(E02,05,07,10,12)                                                                                            | 28.08.1972   | Deutsche Erstausstrahlung. |
| 1968–1970 | Nana                                                                    | | Nana                                                                    | Vereinigtes Königreich                                                                       | Komplett | 05.08.1972   | Deutsche Erstausstrahlung. |
| 1968      | Nicholas Nickleby                                                       | | Nicholas Nickleby                                                       | Vereinigtes Königreich                                                                       | | 16.04.1971   | Deutsche Erstausstrahlung. |
| 1968      | Rinaldo Rinaldini                                                       | | La kermesse des brigands                                                | BR Deutschland Frankreich Jugoslawien                                                        | Komplett | 14.07.1975   | |
| 1968      | Der schwarze Pfeil                                                      | | La freccia nera                                                         | Italien                                                                                      | Komplett | 19.06.1977   | Deutsche Erstausstrahlung. |
| 1968      | Tiefe Wunden                                                            | | Thalass kassas                                                          | Vereinigte Arabische Republik                                                                | Komplett | 23.06.1975   | Deutsche Erstausstrahlung. Der DFF hat es als Vierteiler gezeigt. Im Original ein Film. |
| 1968      | Vater Goriot                                                            | | Père Goriot                                                             | Vereinigtes Königreich                                                                       | Komplett | 21.10.1972   | Deutsche Erstausstrahlung. |
| 1968      | Die Welt des Pirandello                                                 | | Il mondo di Pirandello                                                  | Italien                                                                                      | Komplett | 09.01.1977   | |
| 1969      | D’Artagnan                                                              | | D’Artagnan                                                              | Frankreich BR Deutschland Italien                                                            | Komplett | 14.11.1975   | |
| 1969      | Floris – Der Mann mit dem Schwert                                       | | Floris                                                                  | Niederlande                                                                                  | E01–05,07–12 | 27.08.1977   | Deutsche Erstausstrahlung. Andere Reihenfolge als im Original. |
| 1969      | Geminus                                                                 | | Geminus                                                                 | Italien                                                                                      | | 15.01.1970   | |
| 1969      | Goldräuber                                                              | | The Gold Robbers                                                        | Vereinigtes Königreich                                                                       | E01,03–07,09,11–13                                                                                                   | 04.11.1971   | Deutsche Erstausstrahlung. |
| 1969      | Jacquou, der Rebell                                                     | | Jacquou le Croquant                                                     | Frankreich                                                                                   | Komplett | 07.04.1978   | Ausstrahlung als Achtteiler. Im Original ein Sechsteiler. |
| 1969      | Die Lederstrumpferzählungen                                             | | Die Lederstrumpferzählungen                                             | BR Deutschland Frankreich                                                                    | Komplett | 20.12.1974   | |
| 1969–1973 | Nichts als Ärger im Depot                                               | | On the Buses                                                            | Vereinigtes Königreich                                                                       | S02(E01–03), S04(E09), S05(E04,09,15), S06(E01)                                                                      | 07.07.1976   | Deutsche Erstausstrahlung. Andere Reihenfolge als im Original. |
| 1969–1970 | Novellen aus dem wilden Westen                                          | | Novellen aus dem wilden Westen                                          | BR Deutschland                                                                               | E07,08,10,13–16,18                                                                                                   | 27.07.1978   | Andere Reihenfolge als im Original. |
| 1969      | Schatten über Tokio                                                     | | Puro-faitâ                                                              | Japan                                                                                        | Elf Folgen | 30.06.1972   | |
| 1969–1971 | Der Spürsinn des Mr. Reeder                                             | Fahndung: Der Spürsinn des Mr. Reeder                                                                                         | The Mind of Mr. J.G. Reeder                                             | Vereinigtes Königreich                                                                       | 8 Folgen | 09.04.1980   | Es wurden acht der insgesamt 16 Folgen gezeigt, welche sich aufgrund der Titelwahl und spärlichen Informationen nicht mehr rekonstruieren lassen. Die Folgen liefen auch in der Reihe Fahndung. |
| 1970      | Ivanhoe                                                                 | | Ivanhoe                                                                 | Vereinigtes Königreich                                                                       | Komplett | 02.11.1974   | Deutsche Erstausstrahlung. Der DFF hat fünf Folgen à 50 Minuten gezeigt. Im Original zehn Folgen à 25 Minuten. |
| 1970–1977 | Oh, diese Mieter!                                                       | | Huset på Christianshavn                                                 | Dänemark                                                                                     | 48 Folgen | 06.01.1975   | Deutsche Erstausstrahlung. Andere Reihenfolge als im Original. |
| 1970–1978 | Pan Tau                                                                 | Die Abenteuer des Herrn Tau                                                                                                   | Pan Tau                                                                 | Tschechoslowakei BR Deutschland                                                              | | 05.08.1973   | |
| 1970      | Der Ritter vom See                                                      | | Lancelot du Lac                                                         | Frankreich                                                                                   | Komplett | 10.09.1974   | Deutsche Erstausstrahlung. Der DFF hat es als Dreiteiler gezeigt. Im Original ein Film. |
| 1970      | Der rote Handschuh                                                      | | Redgauntlet                                                             | Vereinigtes Königreich                                                                       | E02–08 | 21.10.1974   | Deutsche Erstausstrahlung. Die erste Folge aus dem Original fehlt. |
| 1970      | Die sechs Frauen des Henry VIII.                                        | | The Six Wives of Henry VIII                                             | Vereinigtes Königreich                                                                       | Komplett | 25.11.1972   | Eigene Synchronisation. |
| 1970–1971 | Tödliche Konkurrenz                                                     | | Smuglerne                                                               | Dänemark                                                                                     | Komplett | 14.08.1973   | |
| 1970      | Wicked Women                                                            | Mordakte | Wicked Women                                                            | Vereinigtes Königreich                                                                       | E01–03 | 10.02.1973   | Deutsche Erstausstrahlung. Der DFF hat sie als eigenständige Filme gezeigt. Andere Reihenfolge als im Original. |
| 1971–1972 | Das Ahornblatt                                                          | | La Feuille d'érable                                                     | Kanada Frankreich Belgien Schweiz                                                            | E01,03,05,06,08,10,11,13                                                                                             | 02.10.1980   | Deutsche Erstausstrahlung. Übernahme der DDR-Fassung in der BRD. |
| 1971      | Bel Ami                                                                 | | Bel Ami                                                                 | Vereinigtes Königreich                                                                       | Komplett | 13.06.1979   | |
| 1971      | Casanova                                                                | | Casanova                                                                | Vereinigtes Königreich                                                                       | Komplett | 01.04.1978   | |
| 1971      | Elisabeth I.                                                            | | Elizabeth R                                                             | Vereinigtes Königreich                                                                       | Komplett | 08.01.1975   | Deutsche Erstausstrahlung. |
| 1971–1974 | Freie Hand für Barlow                                                   | | Barlow at Large                                                         | Vereinigtes Königreich                                                                       | S02(E02,03,08) | 10.08.1977   | Deutsche Erstausstrahlung. |
| 1971      | Leonardo da Vinci                                                       | | La vita di Leonardo da Vinci                                            | Italien                                                                                      | Komplett | 16.10.1973   | Deutsche Erstausstrahlung. Der DFF hat es als Vierteiler gezeigt. Im Original ein Fünfteiler. |
| 1971–1973 | Die Rivalen von Sherlock Holmes                                         | | The Rivals of Sherlock Holmes                                           | Vereinigtes Königreich                                                                       | S01(E05,11,13), S02(E02,03,05,07,12,13)                                                                              | 05.01.1977   | Deutsche Erstausstrahlung. |
| 1971      | Der Seewolf                                                             | | Der Seewolf                                                             | BR Deutschland Frankreich Rumänien                                                           | Rumänische Kinofassung                                                                                               | 01.02.1974   | Im Original ursprünglich ein vierstündiger Vierteiler. Der DFF zeigte ihn als Achtteiler, allerdings basierend auf der rumänischen Kinofassung, welche daraus zwei Filme machte, die auch in den Kinos der DDR liefen, aber zusammen nur auf 148 Min. kommen. Eigene Synchronisation mit teils anderem Charakter. Chronologisch anderer Schnitt. Beinhaltet auch Szenen, welche nicht in der Originalfassung gezeigt wurden. |
| 1971–1974 | Spion im Dienste Napoleons                                              | | Schulmeister, l’espion de l’empereur                                    | Frankreich                                                                                   | Komplett | 03.01.1979   | Deutsche Erstausstrahlung. Der DFF hat es als Zwölfteiler gezeigt. Im Original ein 13-Teiler. |
| 1972      | Abenteurer und Rebell                                                   | | Mandrin                                                                 | Frankreich Jugoslawien                                                                       | Komplett | 15.09.1973   | |
| 1972–1974 | Banacek                                                                 | | Banacek                                                                 | Vereinigte Staaten                                                                           | S01(E02,03,05,07) | 17.07.1976   | Die Episoden liefen als eigenständige Filme und nicht als Serie. |
| 1972–1973 | Bartje                                                                  | | Bartje                                                                  | Niederlande                                                                                  | Komplett | 23.03.1979   | Deutsche Erstausstrahlung. |
| 1972      | Clochemerle                                                             | | Clochemerle                                                             | Vereinigtes Königreich BR Deutschland                                                        | Komplett | 29.03.1974   | Ausstrahlung als Vierteiler. Im Original ein Neunteiler. |
| 1972      | Die Elenden                                                             | | Les Misérables                                                          | Frankreich                                                                                   | Komplett | 08.08.1975   | Deutsche Erstausstrahlung. Ausstrahlung als Vierteiler. Im Original ein Zweiteiler. |
| 1972      | Les évasions célèbres                                                   | | Les évasions célèbres                                                   | Belgien Frankreich Italien Österreich Australien Ungarn Schweiz                              | S01(E7,10,12,13) | 18.12.1977   | Vier Folgen der Serie als eigenständige Filme gezeigt. |
| 1972–1976 | Ein Fall für Männdli                                                    | | Ein Fall für Männdli                                                    | Schweiz BR Deutschland                                                                       | S01(E04,09,10,13), S02(E07,13)                                                                                       | 06.04.1978   | Andere Reihenfolge als im Original. |
| 1972–1974 | Ein Fall für Scotland Yard                                              | | New Scotland Yard                                                       | Vereinigtes Königreich                                                                       | S01(E08,10,13), S02(E02–06,09–11,13)                                                                                 | 23.07.1975   | Deutsche Erstausstrahlung. |
| 1972      | Ein feines Haus                                                         | | Pot-Bouille                                                             | Frankreich                                                                                   | Komplett | 08.06.1973   | Ausstrahlung als Siebenteiler. Im Original ein Fünfteiler. |
| 1972      | Das Geheimnis des Kupferbechers                                         | | Le secret des Flamands                                                  | Frankreich Italien Belgien Schweiz                                                           | Komplett | 08.10.1974   | |
| 1972      | Hoopers letzte Jagd                                                     | | Hoopers letzte Jagd                                                     | BR Deutschland                                                                               | Komplett | 09.12.1977   | Fortsetzung von Die Gentlemen bitten zur Kasse. |
| 1972      | Das Jahrhundert der Chirurgen                                           | | Das Jahrhundert der Chirurgen                                           | BR Deutschland Österreich Schweiz                                                            | E01,02,08,10–15,17,18                                                                                                | 27.10.1984   | Andere Reihenfolge als im Original. |
| 1972      | Ein Leben im 3/4 Takt                                                   | | The Strauss Family                                                      | Vereinigtes Königreich                                                                       | Komplett | 29.09.1976   | Deutsche Erstausstrahlung. |
| 1972      | Die letzten Raubritter                                                  | | Mauprat                                                                 | Frankreich                                                                                   | | 20.08.1974   | |
| 1972–1973 | Die Melchiors                                                           | | Die Melchiors                                                           | BR Deutschland                                                                               | S01(E01,02,04,05,08,11,12); S02(E02,04,06,09,11)                                                                     | 02.10.1976   | |
| 1972–1992 | Van der Valk                                                            | Fahndung: Van der Valk ermittelt                                                                                              | Van der Valk                                                            | Vereinigtes Königreich                                                                       | S01(E01,02,04) S02(E07) S03(E03,04,06–08,10)                                                                         | 05.08.1976   | Sechs Folgen liefen auch in der Reihe Fahndung. Andere Reihenfolge als im Original. |
| 1973      | Abenteuer im hohen Norden                                               | | La mia grande avventura                                                 | Italien Jugoslawien                                                                          | Komplett | 10.09.1975   | Deutsche Erstausstrahlung. Ausstrahlung als Fünfteiler. Im Original ein Achtteiler. |
| 1973      | Abenteuer in der Sierra Morena                                          | | La Duchesse d’Avila                                                     | Frankreich                                                                                   | Komplett | 21.03.1975   | Deutsche Erstausstrahlung. Ausstrahlung als Sechsteiler. Im Original ein Vierteiler. |
| 1973      | Dr. Pinot und seine Patienten                                           | | Jean Pinot, médecin d’aujourd’hui                                       | Frankreich                                                                                   | Komplett | 07.01.1978   | Deutsche Erstausstrahlung. |
| 1973      | Die drei Schwestern aus Haworth                                         | | The Brontës of Haworth                                                  | Vereinigtes Königreich                                                                       | Komplett | 09.08.1978   | Deutsche Erstausstrahlung. |
| 1973      | Eleonora                                                                | | Eleonora                                                                | Italien                                                                                      | Komplett | 15.11.1978   | |
| 1973–1974 | Fernfahrer – Abenteuer auf Spaniens Straßen                             | Paco der Fernfahrer | Los camioneros                                                          | Spanien                                                                                      | Komplett | 27.09.1980   | Deutsche Erstausstrahlung. |
| 1973      | Das Geheimnis der Felsengrotte                                          | |                                                                         | Japan                                                                                        | Komplett | 05.06.1976   | Deutsche Erstausstrahlung. |
| 1973      | Die geheimnisvolle Insel                                                | | L’Île mystérieuse                                                       | Frankreich Italien Spanien                                                                   | Komplett | 08.11.1974   | Deutsche Erstausstrahlung. |
| 1973      | Die große Liebe von Balzac                                              | | Wielka miłość Balzaka                                                   | Polen Frankreich                                                                             | Komplett | 31.03.1976   | |
| 1973      | Lehrjahre des Herzens                                                   | | L’Éducation sentimentale                                                | Frankreich                                                                                   | Komplett | 11.06.1975   | |
| 1973–1974 | Lucien Leuwen                                                           | | Lucien Leuwen                                                           | Frankreich Italien                                                                           | Komplett | 30.06.1978   | Deutsche Erstausstrahlung. Der DFF hat es als Achtteiler gezeigt. Im Original ein Vierteiler. |
| 1973      | Die merkwürdige Lebensgeschichte des Friedrich Freiherrn von der Trenck | | Die merkwürdige Lebensgeschichte des Friedrich Freiherrn von der Trenck | BR Deutschland Österreich Frankreich Italien                                                 | Komplett | 08.06.1982   | Ausstrahlung als Siebenteiler. Im Original ein Sechsteiler. |
| 1973–1974 | Orson Welles erzählt                                                    | Die großen Geheimnisse des Orson Welles                                                                                       | Orson Welles Great Mysteries                                            | Vereinigtes Königreich                                                                       | E01,03–10,14,15,17,19,21                                                                                             | 28.03.1979   | Eigene Synchronisation und zum Teil andere Folgen als im BRD-Fernsehen. Andere Reihenfolge als im Original. |
| 1973      | Puccini                                                                 | | Puccini                                                                 | Italien                                                                                      | Komplett | 02.07.1974   | Deutsche Erstausstrahlung. |
| 1973      | Wessex Tales                                                            | | Wessex Tales                                                            | Vereinigtes Königreich                                                                       | E02,04-06 | 17.10.1976   | Deutsche Erstausstrahlung. |
| 1974      | Boy Dominik                                                             | Dominic | Boy Dominic                                                             | Vereinigtes Königreich                                                                       | Komplett | 05.02.1983   | Deutsche Erstausstrahlung. |
| 1974      | Das Geheimnis der Felsengrotte                                          | | Tsubuyaki-iwa no himitsu                                                | Japan                                                                                        | | 05.06.1976   | Als Sechsteiler ausgestrahlt. |
| 1974      | Die Gerechten                                                           | | The Zoo Gang                                                            | Vereinigtes Königreich                                                                       | Vier Folgen | 04.07.1975   | Deutsche Erstausstrahlung. Der DFF zeigt vier Folgen eigenen Schnitts, im Original sechs Folgen. Inwiefern ganze Folgen oder nur Teile fehlen, lässt sich nicht mehr rekonstruieren. |
| 1974      | Jagd nach Gold                                                          | | Rush                                                                    | Australien                                                                                   | S02 | 05.05.1981   | Deutsche Erstausstrahlung. |
| 1974      | Melissa                                                                 | | Melissa                                                                 | Vereinigtes Königreich                                                                       | Komplett | 18.09.1979   | |
| 1974–1975 | Paul und Virginie                                                       | | Paul et Virginie                                                        | Frankreich                                                                                   | Komplett | 09.03.1977   | Der DFF hat es als Sechsteiler gezeigt. Im Original ein 13-Teiler. |
| 1974      | Die Überlebenden der Mary Jane                                          | | Castaway                                                                | Vereinigtes Königreich Australien BR Deutschland                                             | Komplett | 08.12.1979   | |
| 1974      | Zentrale Zollfahndung                                                   | | Nucleo centrale investigativo                                           | Italien                                                                                      | E01-04,06 | 25.05.1977   | Deutsche Erstausstrahlung. Andere Reihenfolge als im Original. |
| 1974      | Zwei Jahre Ferien                                                       | Piraten des Pazifiks | Deux Ans de vacances                                                    | BR Deutschland Frankreich Rumänien                                                           | Komplett | 11.11.1977   | Der DFF hat es als Dreiteiler gezeigt. Im Original ein Sechsteiler. |
| 1975      | Ben Hall                                                                | | Ben Hall                                                                | Australien                                                                                   | Komplett | 20.04.1979   | Deutsche Erstausstrahlung. |
| 1975      | Charme des Sommers                                                      | | Les charmes de l’été                                                    | Frankreich                                                                                   | Komplett | 10.05.1978   | Deutsche Erstausstrahlung. |
| 1975–1991 | Cinéma 16                                                               | | Cinéma 16                                                               | Frankreich                                                                                   | Drei Filme | 04.12.1986   | |
| 1975      | Diagnosen                                                               | | Diagnosi                                                                | Italien                                                                                      | Komplett | 26.06.1980   | Deutsche Erstausstrahlung. |
| 1975–1992 | Die Fälle des Monsieur Cabrol                                           | Kommissar Cabrol ermittelt | Les Cinq Dernières Minutes                                              | Frankreich                                                                                   | 7 Folgen | 30.10.1986   | |
| 1975/1979 | Fawlty Towers                                                           | Ein verrücktes Hotel/Zimmer frei                                                                                              | Fawlty Towers                                                           | Vereinigtes Königreich                                                                       | S01(E01–05); S02(E01–05)                                                                                             | 02.05.1987   | Der DFF hat die erste synchronisierte Fassung produziert. |
| 1975–1976 | Glanz und Elend der Kurtisanen                                          | | Splendeurs et misères des courtisanes                                   | Frankreich                                                                                   | Komplett | 16.12.1980   | Deutsche Erstausstrahlung. Der DFF hat es als Neunteiler gezeigt. Im Original ein Sechsteiler. |
| 1975      | Glück und Unglück der Moll Flanders                                     | | Moll Flanders                                                           | Vereinigtes Königreich                                                                       | Komplett | 18.10.1978   | Deutsche Erstausstrahlung. Der DFF hat es als Vierteiler gezeigt. Im Original ein Film. |
| 1975      | Der Junker von Ballantrae                                               | | The Master of Ballantrae                                                | Vereinigtes Königreich                                                                       | Komplett | 04.02.1981   | |
| 1975      | Lockruf des Goldes                                                      | | Lockruf des Goldes                                                      | BR Deutschland Frankreich Österreich Rumänien                                                | Komplett | 02.02.1979   | Der DFF hat ihn als Sechsteiler ausgestrahlt. Im Original ein Vierteiler. |
| 1975      | Madame Bovary                                                           | | Madame Bovary                                                           | Vereinigtes Königreich                                                                       | Komplett | 14.12.1979   | Deutsche Erstausstrahlung. |
| 1975      | Die Pappeln von Prétentaine                                             | | Les Peupliers de la Prétentaine                                         | Frankreich Schweiz                                                                           | Komplett | 08.01.1980   | Deutsche Erstausstrahlung. |
| 1975      | Die Rosenbergs dürfen nicht sterben                                     | | Les Rosenberg ne doivent pas mourir                                     | Frankreich                                                                                   | Komplett | 27.01.1976   | Deutsche Erstausstrahlung. |
| 1975      | Die Sterne blicken herab                                                | | The Stars Look Down                                                     | Vereinigtes Königreich                                                                       | Komplett | 17.05.1977   | Der DFF hat es als Siebenteiler gezeigt. Im Original 13-teilig. Eigene Synchronisation. |
| 1975      | Der Strick um den Hals                                                  | | Der Strick um den Hals                                                  | BR Deutschland                                                                               | Komplett | 04.08.1981   | Der DFF hat es zuerst als Vierteiler, später als Sechsteiler gezeigt. Im Original ein Dreiteiler. |
| 1975      | Der Tod eines Touristen                                                 | | La Mort d’un touriste                                                   | Frankreich                                                                                   | Komplett | 25.11.1976   | Der DFF hat es als Fünfteiler gezeigt. Im Original ein Sechsteiler. |
| 1976–1995 | Curro Jiménez – der andalusische Rebell                                 | Curro, der andalusische Rebell                                                                                                | Curro Jiménez                                                           | Spanien                                                                                      | 40 Folgen | 03.11.1981   | Deutsche Erstausstrahlung. Andere Reihenfolge als im Original. |
| 1976–2006 | Kommissar Moulin                                                        | Fahndung: Kommissar Moulin | Commissaire Moulin                                                      | Frankreich                                                                                   | 15 Folgen | 22.01.1980   | Die Folgen liefen in der Reihe Fahndung. Aufgrund der Informationen können die einzelnen Folgen nicht mehr rekonstruiert werden. |
| 1976      | Leben und Tod der Penelope                                              | | Life and Death of Penelope                                              | Vereinigtes Königreich                                                                       | Komplett | 10.07.1983   | Der DFF hat ihn als Vierteiler ausgestrahlt. Im Original ein Sechsteiler. |
| 1976      | Michael Strogoff                                                        | | Michael Strogoff                                                        | Frankreich BR Deutschland Österreich                                                         | Komplett | 12.04.1984   | |
| 1976      | Paganini, der Teufelsgeiger                                             | | Paganini                                                                | Italien                                                                                      | Komplett | 15.10.1982   | Deutsche Erstausstrahlung. |
| 1976      | Der Prinz und der Bettelknabe                                           | | The Prince and the Pauper                                               | Vereinigtes Königreich                                                                       | Komplett | 27.02.1980   | |
| 1976–1977 | Romantische Abenteuer auf Schloß Bois Doré                              | | Ces beaux messieurs de Bois-Doré                                        | Frankreich                                                                                   | Komplett | 08.08.1979   | Deutsche Erstausstrahlung. Zuerst wie im Original als Fünfteiler, später als Zehnteiler gezeigt. |
| 1976      | Die Quellen der Mafia                                                   | | Alle origini della Mafia                                                | Italien Vereinigtes Königreich                                                               | Komplett | 06.01.1978   | |
| 1976      | Sandokan – Der Tiger von Malaysia                                       | | Sandokan                                                                | Italien BR Deutschland Frankreich                                                            | Komplett | 17.07.1981   | Der DFF hat ihn als Fünfteiler ausgestrahlt. Im Original ein Sechsteiler. |
| 1976      | See des Todes                                                           | | Anju to zushiô                                                          | Japan                                                                                        | | 03.03.1978   | Deutsche Erstausstrahlung. Als Dreiteiler ausgestrahlt. |
| 1976      | Der Tote aus der Themse                                                 | | Our Mutual Friend                                                       | Vereinigtes Königreich                                                                       | Komplett | 12.08.1980   | |
| 1977      | Der dritte Gast                                                         | | Il terzo invitato                                                       | Schweiz                                                                                      | Komplett | 05.06.1980   | Deutsche Erstausstrahlung. |
| 1977      | Harte Zeiten                                                            | | Hard Times                                                              | Vereinigtes Königreich                                                                       | Komplett | 20.09.1978   | Deutsche Erstausstrahlung. |
| 1977      | Hunters Gold                                                            | | Hunter’s Gold                                                           | Neuseeland                                                                                   | 12 Folgen | 19.11.1983   | Deutsche Erstausstrahlung. Im Original 13 Folgen. Welche fehlt oder inwiefern neu geschnitten wurde, lässt sich nicht mehr rekonstruieren. |
| 1977      | Marie Curie                                                             | | Marie Curie                                                             | Vereinigtes Königreich                                                                       | Komplett | 03.06.1982   | Der DFF hat es als Vierteiler gezeigt. Im Original ein Fünfteiler. |
| 1977–1978 | Ngaio Marsh Theatre                                                     | Fahndung: Chefinspektor Alleyn                                                                                                | Ngaio Marsh Theatre                                                     | Neuseeland                                                                                   | Komplett | 30.04.1980   | Die Filme Farbenspiel sowie Mord auf Mount Moon liefen als Chefinspektor Alleyn in der Reihe Fahndung. Später wurden sie auch als einzelne Filme gezeigt. Andere Reihenfolge als im Original. |
| 1977      | Richelieu                                                               | | Richelieu                                                               | Frankreich                                                                                   | Komplett | 22.09.1981   | |
| 1977      | Rob Roy, der Geächtete                                                  | | Rob Roy                                                                 | Vereinigtes Königreich                                                                       | Komplett | 04.11.1981   | |
| 1977      | Rubens, Maler und Diplomat                                              | | Rubens, schilder en diplomat                                            | Belgien                                                                                      | Komplett | 27.05.1979   | |
| 1977      | Der verliebte D’Artagnan                                                | | D’Artagnan amoureux                                                     | Frankreich                                                                                   | Komplett | 06.07.1984   | Deutsche Erstausstrahlung. |
| 1977      | Washington: Hinter verschlossenen Türen                                 | Hinter verschlossenen Türen                                                                                                   | Washington: Behind Closed Doors                                         | Vereinigte Staaten                                                                           | Komplett | 02.05.1980   | |
| 1978      | Die Abenteuer des David Balfour                                         | Kidnapped | Kidnapped                                                               | BR Deutschland Frankreich Österreich Schweiz Vereinigtes Königreich                          | Komplett | 29.08.1980   | |
| 1978–1981 | Armchair Thriller                                                       | Höllische Verbindung | Armchair Thriller                                                       | Vereinigtes Königreich                                                                       | S01(E021–26) | 1982         | Der DFF hat lediglich die Story The Limbo Connection als eigenständigen Mehrteiler gezeigt, ohne den Rest der Serie. Während The Limbo Connection im Original über sechs Folgen geht, hat der DFF ihn als Zweiteiler gezeigt. |
| 1978      | Charlie und Julia                                                       | | Charlie and Julie                                                       | Vereinigtes Königreich                                                                       | Komplett | 1983         | |
| 1978–1980 | Chefinspektor Kaga – Flughafenpolizei Tokio                             | Fahndung: Flughafenpolizei Tokio                                                                                              | 大空港 / Daikūkō                                                        | Japan                                                                                        | 24 Folgen | 18.05.1983   | Die Folgen liefen in der Reihe Fahndung. Deutsche Erstausstrahlung. Andere Reihenfolge als im Original. |
| 1978–1982 | Detective Sergeant Bulman, Scotland Yard                                | Fahndung: Detective Sergeant Bulman, Scotland Yard                                                                            | Strangers                                                               | Vereinigtes Königreich                                                                       | | 01.06.1983   | Die Folgen liefen in der Reihe Fahndung. Deutsche Erstausstrahlung. Andere Reihenfolge als im Original. |
| 1978      | Dirk van Haveskerke – Kampf um Flandern                                 | | Dirk van Haveskerke                                                     | Belgien                                                                                      | Komplett | 07.05.1983   | Der DFF hat die sechsteilige BRD-Fassung als Zwölfteiler gezeigt. Im Original ein 13-Teiler. |
| 1978      | Die Geschichte des Chevalier des Grieux und der Manon Lescaut           | | Histoire du chevalier Des Grieux et de Manon Lescaut                    | Frankreich Vereinigtes Königreich Kanada                                                     | Komplett | 10.03.1981   | Deutsche Erstausstrahlung. Ausstrahlung als Sechsteiler. Im Original ein Vierteiler. |
| 1978      | Habichtsmaske                                                           | | Hawkmoor                                                                | Vereinigtes Königreich                                                                       | Komplett | 27.11.1980   | Deutsche Erstausstrahlung. |
| 1978–1980 | Das Leben beginnt mit 40                                                | | Life begins at 40                                                       | Vereinigtes Königreich                                                                       | S01 | 27.12.1980   | Deutsche Erstausstrahlung. |
| 1978      | Die Leiche im Netz                                                      | | Strandvaskeren                                                          | Dänemark Schweden                                                                            | Komplett | 17.09.1981   | Deutsche Erstausstrahlung. Der DFF hat es als Vierteiler gezeigt. Im Original ein Sechsteiler. |
| 1978      | Mazarin                                                                 | | Mazarin                                                                 | Frankreich                                                                                   | Komplett | 30.03.1983   | Deutsche Erstausstrahlung. |
| 1978      | Molière                                                                 | | Molière                                                                 | Frankreich                                                                                   | Komplett | 05.01.1987   | Der DFF hat es als Dreiteiler gezeigt. Im Original ein Film. |
| 1978      | Will Shakespeare                                                        | | Will Shakespeare                                                        | Vereinigtes Königreich                                                                       | Komplett | 29.11.1979   | |
| 1979–1982 | Die Abenteuer des Dick Turpin                                           | Die tolldreisten Streiche des Dick Turpin                                                                                     | Dick Turpin                                                             | Vereinigtes Königreich                                                                       | S01; 02; 04 | 31.05.1980   | Deutsche Erstausstrahlung. Andere Reihenfolge als im Original. |
| 1979      | Die Buddenbrooks                                                        | | Die Buddenbrooks                                                        | BR Deutschland                                                                               | Komplett | 14.10.1982   | |
| 1979      | Das Geheimnis der Aphrodite                                             | | The Aphrodite Inheritance                                               | Vereinigtes Königreich Zypern                                                                | Komplett | 06.01.1981   | Der DFF hat es als Fünfteiler gezeigt. Im Original ein Achtteiler. |
| 1979      | Der Graf von Monte Christo                                              | | Le Comte de Monte-Cristo                                                | Frankreich BR Deutschland Italien                                                            | Komplett | 02.02.1982   | Der DFF hat es als Sechsteiler gezeigt. Im Original ein Vierteiler. |
| 1979–1982 | Inspektor Cameron, Toronto                                              | Fahndung: Inspektor Cameron, Toronto                                                                                          | The Great Detective                                                     | Kanada                                                                                       | S01(E02,04,05,07–09); S02(E02,04,05,07,08); S03(07)                                                                  | 04.05.1983   | Die Folgen liefen in der Reihe Fahndung. Deutsche Erstausstrahlung. |
| 1979      | Joséphine und das Spiel um Liebe und Macht                              | | Joséphine ou la Comédie des ambitions                                   | Frankreich                                                                                   | Komplett | 06.05.1983   | Ausstrahlung als Sechsteiler. Im Original ein Fünfteiler. |
| 1979      | Ein Mann für den Henker                                                 | | Un uomo da impiccare                                                    | Italien Schweiz                                                                              | Komplett | 05.02.1981   | Deutsche Erstausstrahlung. |
| 1979      | Mathias Sandorf                                                         | | Mathias Sandorf                                                         | BR Deutschland Frankreich Ungarn Italien                                                     | Komplett | 10.08.1982   | Der DFF hat es als Sechsteiler gezeigt. Im Original ein Vierteiler. |
| 1979      | Matt und Jenny – Abenteuer im Ahornland                                 | Matt und Jenny | Matt and Jenny                                                          | Kanada                                                                                       | Komplett | 12.02.1990   | |
| 1979      | Orient-Express                                                          | | Frauen im Orientexpress                                                 | Frankreich Italien Schweiz BR Deutschland                                                    | E01–04, E06 | 30.06.1981   | |
| 1979      | Rebecca                                                                 | | Rebecca                                                                 | Vereinigtes Königreich                                                                       | Komplett | 08.01.1981   | |
| 1979      | Der scharlachrote Buchstabe                                             | | The Scarlet Letter                                                      | Vereinigte Staaten                                                                           | Komplett | 14.07.1986   | Der DFF hat ihn als Zweiteiler gezeigt. Im Original ein Vierteiler. |
| 1979–1988 | Die unglaublichen Geschichten von Roald Dahl                            | Ungewöhnliche Geschichten von Roald Dahl                                                                                      | (Roald Dahl’s) Tales of the Unexpected                                  | Vereinigtes Königreich                                                                       | S01(E01–07,09); S2(E04,05,07,10,11,15)                                                                               | 12.04.1990   | Andere Reihenfolge als im Original. Ausstrahlung zog sich über das Ende der DDR hinaus. |
| 1980–1984 | Abenteuer auf dem Meer                                                  | | Sea Urchins                                                             | Neuseeland                                                                                   | Acht Folgen | 26.05.1984   | Deutsche Erstausstrahlung. |
| 1980–1996 | Auf Achse                                                               | | Auf Achse                                                               | BR Deutschland                                                                               | S01; S02(E01–08) | 10.07.1990   | Ausstrahlung zog sich über das Ende der DDR hinaus. |
| 1980      | Auf der Suche nach Eden                                                 | | Gauguin the Savage                                                      | Vereinigte Staaten                                                                           | Komplett | 20.03.1981   | Der DFF hat den Film als Zweiteiler gezeigt. Im Original ein Film. |
| 1980–1985 | Familie Merian                                                          | | Familie Merian                                                          | Österreich                                                                                   | S01–03 | 18.08.1990   | |
| 1980–1989 | Julien Fontanes, Untersuchungsrichter                                   | | Julien Fontanes, magistrat                                              | Frankreich                                                                                   | 9 Filme | 05.05.1984   | Deutsche Erstausstrahlung. Andere Reihenfolge als im Original. |
| 1980      | Mein Freund Winnetou                                                    | | Winnetou le Mescaléro                                                   | BR Deutschland Frankreich Schweiz                                                            | Komplett | 15.07.1983   | |
| 1980      | Sergeant Cribb                                                          | | Cribb                                                                   | Vereinigtes Königreich                                                                       | S01(E02–08) | 25.06.1981   | Andere Reihenfolge als im Original. |
| 1980      | Shogun                                                                  | | Shogun                                                                  | Vereinigte Staaten Japan                                                                     | Komplett | 06.05.1988   | |
| 1980      | Tschingis-Chaan                                                         | | Aokiôkami narukichiomoase no shôgai                                     | Japan                                                                                        | Komplett | 12.08.1988   | Deutsche Erstausstrahlung. Als Vierteiler ausgestrahlt. Im Original ein Zweiteiler. |
| 1981      | Carry On Laughing!                                                      | Bitte weiterlachen! | Carry On Laughing!                                                      | Vereinigtes Königreich                                                                       | 8 Folgen | 05.12.1987   | Deutsche Erstausstrahlung. |
| 1981      | Cervantes                                                               | | Cervantes                                                               | Spanien                                                                                      | Komplett | 26.04.1983   | Deutsche Erstausstrahlung. |
| 1981      | Element D                                                               | | L’elemento D                                                            | Schweiz                                                                                      | Komplett | 30.07.1982   | Deutsche Erstausstrahlung. |
| 1981      | Erzählungen aus dem hohen Norden                                        | | Tales of the Klondike                                                   | Kanada Vereinigtes Königreich BR Deutschland                                                 | Komplett | 18.02.1983   | Andere Reihenfolge als im Original. |
| 1981      | Die Fälle der Felicia Langer                                            | | With My Own Eyes                                                        | Palästina Vereinigte Arabische Emirate                                                       | Komplett | 30.12.1984   | |
| 1981      | Fanny im Gaslicht                                                       | | Fanny by Gaslight                                                       | Vereinigtes Königreich                                                                       | Komplett | 14.06.1982   | Deutsche Erstausstrahlung. |
| 1981–1991 | Jim Bergerac ermittelt                                                  | | Bergerac                                                                | Vereinigtes Königreich Australien                                                            | S01(01–04,07–09); S02(01–06,08,09); S03(01–05,07–09); S04(01–07); S05(02–05,07–09); Christmas Special 1987           | 22.03.1985   | Deutsche Erstausstrahlung. Andere Reihenfolge als im Original. |
| 1981–1985 | Klamottenkiste                                                          | Wenn die Korken knallen/Wenn die Torten fliegen/Wenn die Fetzen fliegen/Wenn die Bremsen quietschen/Komiker der Stummfilmzeit | Klamottenkiste                                                          | BR Deutschland                                                                               | E01–12,14–18,20–30,32–58,60,62,64–79,81,82,84,85,88,91–96,100–102,104,106–113,116,117,119                            | 1985         | Kompilation des BR von US-amerikanischen Stummfilmkomödien. Anderer Zusammenschnitt und Auswahl als im BR. |
| 1981      | Pim der Unglücksrabe                                                    | | Pim                                                                     | Niederlande                                                                                  | Komplett | 1988         | Ausstrahlungsformat des DFF lässt sich nicht mehr ermitteln. Im Original fünf Kurzfilme. |
| 1981      | Schmuggler                                                              | | Smuggler                                                                | Vereinigtes Königreich                                                                       | Komplett | 25.02.1984   | |
| 1981      | Wettlauf nach Bombay                                                    | | La Nouvelle Malle des Indes                                             | BR Deutschland Frankreich Österreich Schweiz                                                 | Komplett | 09.09.1983   | |
| 1982/1984 | Computer töten leise                                                    | | Bird of Prey                                                            | Vereinigtes Königreich                                                                       | S01 | 01.09.1984   | Deutsche Erstausstrahlung. Manchmal wird die zweite Staffel auch als eigenständiges Bird of Prey 2 gelistet, womit der erste Teil also komplett wäre. |
| 1982      | Die eiserne Zeit                                                        | | Rauta-aika                                                              | Finnland                                                                                     | Komplett | 17.11.1985   | Deutsche Erstausstrahlung. |
| 1982      | Erinnerungen an Lord Nelson                                             | | I Remember Lord Nelson                                                  | Vereinigtes Königreich                                                                       | Komplett | 01.07.1987   | Der DFF hat es als Dreiteiler gezeigt. Im Original ein Vierteiler. |
| 1982–1987 | Fame – Der Weg zum Ruhm                                                 | | Fame                                                                    | Vereinigte Staaten                                                                           | S01(E01–07,09–15) | 01.06.1990   | Der DFF hat die Serie im Rahmen von Elf 99 gezeigt. Ausstrahlung zog sich über das Ende der DDR hinaus. |
| 1982      | Franz Liszt                                                             | | Liszt Ferenc                                                            | Ungarn BR Deutschland Italien Frankreich                                                     | Komplett | 25.07.1985   | Ausstrahlung als Achtteiler. Im Original ein 16-Teiler. |
| 1982      | Frauen der Sonne                                                        | | Women of the Sun                                                        | Australien                                                                                   | Komplett | 03.12.1985   | Deutsche Erstausstrahlung. |
| 1982      | Der Geheimbund „Schwarze Nadel“                                         | | L’Épingle noire                                                         | Frankreich                                                                                   | Komplett | 28.05.1985   | Deutsche Erstausstrahlung. |
| 1982      | Geheimnis des Moores                                                    | | Het veenmysterie                                                        | Belgien                                                                                      | Komplett | 25.05.1985   | Deutsche Erstausstrahlung. |
| 1982–1983 | Die geheimnisvollen Städte des Goldes                                   | | 太陽の子エステバン / Taiyō no Ko Esuteban                               | Frankreich Japan                                                                             | | 1988         | Deutsche Erstausstrahlung. |
| 1982–1987 | Die Geister aus Spirit Bay                                              | | Spirit Bay                                                              | Kanada                                                                                       | Komplett | 18.02.1989   | |
| 1982      | Giuseppe Verdi – Eine italienische Legende                              | | Verdi                                                                   | Italien Frankreich BR Deutschland Vereinigtes Königreich Schweden                            | Komplett | 27.02.1984   | Deutsche Erstausstrahlung. Ausstrahlung als Achtteiler. Im Original ein Neunteiler. |
| 1982      | Der Hund von Baskerville                                                | | The Hound of the Baskervilles                                           | Vereinigtes Königreich                                                                       | Komplett | 12.01.1985   | Deutsche Erstausstrahlung. |
| 1982      | Die Irrfahrt                                                            | | Deuil en vingt-quatre heures                                            | Frankreich                                                                                   | Komplett | 21.06.1983   | |
| 1982      | Die Kartause von Parma                                                  | | La Certosa di Parma                                                     | Italien Frankreich BR Deutschland                                                            | Komplett | 16.07.1982   | Deutsche Erstausstrahlung. |
| 1982      | Die Legion der Verdammten                                               | | Les Misérables                                                          | Frankreich                                                                                   | Komplett | 18.05.1984   | Deutsche Erstausstrahlung. Der DFF hat es als Vierteiler gezeigt. Im Original ein Film. |
| 1982      | Leidenschaft                                                            | | Ramón y Cajal: Historia de una voluntad                                 | Spanien                                                                                      | Komplett | 27.08.1984   | Deutsche Erstausstrahlung. Der DFF hat es als Fünfteiler gezeigt. Im Original ein Zehnteiler. |
| 1982–1983 | Marco Polo                                                              | | Marco Polo                                                              | Italien Vereinigte Staaten Japan Volksrepublik China                                         | Komplett | 24.10.1983   | Deutsche Erstausstrahlung. Der DFF hat es als Siebenteiler gezeigt. Im Original ein Achtteiler. |
| 1982      | Mozart                                                                  | | Mozart                                                                  | Frankreich BR Deutschland Italien Ungarn Österreich                                          | Komplett | 06.09.1986   | |
| 1982      | Q.E.D.                                                                  | | Q.E.D.                                                                  | Vereinigtes Königreich                                                                       | E02–06 | 29.04.1986   | Deutsche Erstausstrahlung. |
| 1982      | Die schwarze Maske                                                      | | La máscara negra                                                        | Spanien                                                                                      | Komplett | 04.01.1983   | Deutsche Erstausstrahlung. |
| 1983–1984 | Die Besucher                                                            | Expedition Adam ’84 | Návštěvníci                                                             | Tschechoslowakei BR Deutschland Schweiz Frankreich                                           | | 18.07.1987   | |
| 1983      | Delie und Brenton                                                       | | All the Rivers Run                                                      | Australien                                                                                   | Komplett | 07.11.1989   | All the Rivers Run II (1990) wird manchmal eigenständig, manchmal als zweite Staffel betrachtet. |
| 1983      | Dorothée, die Seiltänzerin                                              | | Dorothée danseuse de corde                                              | Frankreich                                                                                   | Komplett | 08.10.1985   | Deutsche Erstausstrahlung. Als Fünfteiler ausgestrahlt. Im Original ein Film. |
| 1983      | Harte Fälle in zarten Händen                                            | | Jemima Shore Investigates                                               | Vereinigtes Königreich                                                                       | E01–04,08,09,12 | 22.05.1986   | Deutsche Erstausstrahlung. |
| 1983      | Ein Mann enthüllt sein Geheimnis                                        | | Fabien de la Drôme                                                      | Frankreich                                                                                   | Komplett | 25.12.1985   | Deutsche Erstausstrahlung. |
| 1983–1986 | Philip Marlowe, Privatdetektiv                                          | | Philip Marlowe, Private Eye                                             | Vereinigtes Königreich Kanada Vereinigte Staaten                                             | S02 | 07.09.1989   | Andere Reihenfolge als im Original. |
| 1983      | Rückkehr nach Eden                                                      | | Return to Eden                                                          | Australien                                                                                   | Komplett | 13.06.1990   | Ausstrahlung der dreiteiligen Miniserie als Sechsteiler. 1986 gab es eine 22-teilige Folgeserie unter dem gleichen Titel, welche heute meist mit ihr zusammengefasst wird. |
| 1983      | Verbannt in die Hölle                                                   | Lebenslänglich | For the Term of His Natural Life                                        | Australien                                                                                   | Komplett | 21.10.1989   | Deutsche Erstausstrahlung. |
| 1983      | Wagner – Das Leben und Werk Richard Wagners                             | | Wagner                                                                  | Vereinigtes Königreich Österreich Ungarn                                                     | Komplett | 15.11.1983   | Deutsche Erstausstrahlung. Der DFF hat es als Neunteiler gezeigt. Im Original ein Zehnteiler. |
| 1983      | Wenn du mich liebst…                                                    | | Deux amies d’enfance                                                    | Frankreich                                                                                   | Komplett | 06.01.1986   | Deutsche Erstausstrahlung. |
| 1984      | Danielas mysteriöser Tod                                                | | Chi ha visto Daniela?                                                   | Schweiz                                                                                      | Komplett | 27.05.1986   | Deutsche Erstausstrahlung. |
| 1984      | Das Juwel der Krone                                                     | Das Juwel in der Krone | The Jewel in the Crown                                                  | Vereinigtes Königreich                                                                       | Komplett | 21.10.1986   | Deutsche Erstausstrahlung. Der DFF hat die Serie als Achtteiler gezeigt. Im Original ein 14-Teiler. |
| 1984      | Die letzten Tage von Pompeji                                            | | The Last Days of Pompeii                                                | Vereinigte Staaten Italien Vereinigtes Königreich                                            | Komplett | 29.11.1985   | Deutsche Erstausstrahlung. Der DFF hat den Film als Fünfteiler gezeigt. Im Original ein Dreiteiler. |
| 1984      | Die Männer der Naumachos                                                | | Naumachos                                                               | Italien                                                                                      | Komplett | 03.01.1986   | |
| 1984–1992 | Miss Marple                                                             | | Miss Marple                                                             | Vereinigtes Königreich Vereinigte Staaten Australien                                         | E01–09 | 22.07.1986   | Andere Reihenfolge als im Original. Ausstrahlung zog sich über das Ende der DDR hinaus. |
| 1984      | Moonfleet                                                               | | Moonfleet                                                               | Vereinigtes Königreich                                                                       | | 25.03.1986   | Deutsche Erstausstrahlung. |
| 1984      | Mord nicht bewiesen                                                     | | Murder Not Proven?                                                      | Vereinigtes Königreich                                                                       | Komplett | 28.07.1987   | |
| 1984      | Privatdetektiv Anthonsen                                                | | Anthonsen                                                               | Dänemark                                                                                     | | 09.01.1986   | Deutsche Erstausstrahlung. |
| 1984      | Prozeß gegen Mariana Pineda                                             | | Proceso a Mariana Pineda                                                | Spanien                                                                                      | Komplett | 12.08.1987   | Deutsche Erstausstrahlung. |
| 1984–1991 | Schwarze Serie                                                          | | Série noire                                                             | Frankreich Schweiz Italien Luxemburg Ungarn                                                  | E04,07–09 | 22.01.1987   | Andere Reihenfolge als im Original. |
| 1984–1994 | Sherlock Holmes                                                         | Die Abenteuer von Sherlock Holmes/Die Wiederkehr des Sherlock Holmes                                                          | Sherlock Holmes                                                         | Vereinigtes Königreich                                                                       | S01–03 | 05.09.1987   | Die Serie hieß ursprünglich The Adventures of Sherlock Holmes und umfasste nur die ersten zwei Staffeln. Die weiteren Serien, welche jeweils eigene Titel hatten (Return of Sherlock Holmes, The Case-Book of Sherlock Holmes) werden inzwischen alle zur Gesamtserie Sherlock Holmes gezählt. Andere Reihenfolge als im Original.                                                                                           |
| 1984      | Süß und sauer                                                           | | Sweet and Sour                                                          | Australien                                                                                   | Komplett | 01.12.1989   | Der DFF hat die Serie im Rahmen von Elf 99 gezeigt. |
| 1984      | Der unsichtbare Mann                                                    | | The Invisible Man                                                       | Vereinigtes Königreich                                                                       | Komplett | 03.05.1986   | |
| 1984      | Wilhelm von Oranien                                                     | | Willem van Oranje                                                       | Niederlande Belgien                                                                          | Komplett | 11.12.1984   | Deutsche Erstausstrahlung. |
| 1984      | Zwischen stummen Riesen                                                 | | Julius Kugi                                                             | Jugoslawien Österreich                                                                       | Komplett | 12.10.1986   | Der DFF hat es als Dreiteiler gezeigt. Im Original ein Film. |
| 1985      | Die Angst im Spiegel                                                    | | Le regard dans le miroir                                                | Frankreich Belgien                                                                           | Komplett | 13.10.1987   | Deutsche Erstausstrahlung. |
| 1985–1986 | Fackeln im Sturm                                                        | | North and South                                                         | Vereinigte Staaten                                                                           | S01&02 | 07.09.1990   | Ausstrahlung zog sich über das Ende der DDR hinaus. |
| 1985      | Der Geächtete                                                           | | Le paria                                                                | Frankreich Belgien                                                                           | Komplett | 16.09.1986   | Deutsche Erstausstrahlung. Der DFF hat es als Sechsteiler ausgestrahlt. Im Original ein Dreiteiler. |
| 1985      | Geliebt unter falschem Namen                                            | | Love & Larceny                                                          | Kanada                                                                                       | Komplett | 18.02.1990   | Der DFF hat den Film als Zweiteiler gezeigt. Im Original ein zweieinhalbstündiger Film. |
| 1985      | Goya                                                                    | | Goya                                                                    | Spanien Italien                                                                              | Komplett | 15.06.1987   | |
| 1985      | Die Kinder vom Mühlental                                                | | Urwisy z Doliny Młynów                                                  | Polen BR Deutschland                                                                         | Komplett | 05.04.1987   | |
| 1985      | Pipo schafft alle                                                       | | Materské znamienko                                                      | Tschechoslowakei BR Deutschland                                                              | | 17.09.1989   | |
| 1985      | Eine unheimliche Erbschaft                                              | | Maelstrom                                                               | Vereinigtes Königreich                                                                       | Komplett | 25.11.1986   | |
| 1985      | Verrückte Ferien auf Island                                             | | Á fálkaslódum                                                           | Island                                                                                       | | 16.04.1988   | |
| 1985      | Wettlauf zum Pol                                                        | | The Last Place on Earth                                                 | Vereinigtes Königreich                                                                       | Stark gekürzte eigene Fassung                                                                                        | 1988         | Deutsche Erstausstrahlung. Der DFF hat es als Zweiteiler mit insgesamt 180 Min. ausgestrahlt. Im Original ein Siebenteiler mit insgesamt 396 Min. |
| 1985      | Zoo-Abenteuer                                                           | | Zoo Family                                                              | Australien                                                                                   | E01–23,25,26 | 13.08.1988   | Deutsche Erstausstrahlung. Andere Reihenfolge als im Original. |
| 1986      | Blut und Orchideen                                                      | | Blood and Orchids                                                       | Vereinigte Staaten                                                                           | Komplett | 28.06.1990   | Der DFF hat den Film als Zweiteiler gezeigt. Im Original ein vierstündiger Fernsehfilm. |
| 1986      | Brat Farrar – Ein Toter kehrt zurück                                    | | Brat Farrar                                                             | Vereinigtes Königreich                                                                       | Komplett | 05.03.1988   | Deutsche Erstausstrahlung. |
| 1986–1991 | Erotisches zur Nacht                                                    | | Série Rose                                                              | Frankreich                                                                                   | E01–06,08,12,13,15–18                                                                                                | 20.12.1986   | Deutsche Erstausstrahlung. Andere Reihenfolge als im Original. Ausstrahlung zog sich über das Ende der DDR hinaus. |
| 1986      | Gösta Berling                                                           | | Gösta Berlings saga                                                     | Schweden                                                                                     | Komplett | 01.01.1989   | Deutsche Erstausstrahlung. Ausstrahlung als Sechsteiler. Im Original ein Dreiteiler. |
| 1986      | Die Lancaster-Miller-Affäre                                             | | The Lancaster Miller Affair                                             | Australien                                                                                   | Komplett | 23.01.1990   | Deutsche Erstausstrahlung. |
| 1986      | Meine kleine Robbe Laura                                                | | Seal Morning                                                            | Vereinigtes Königreich Kanada BR Deutschland                                                 | Komplett | 1989         | Der DFF hat die Serie als Zweiteiler gezeigt. Im Original ein Sechsteiler. |
| 1986      | Privatdetektiv Pepe Carvalho                                            | | Pepe Carvalho                                                           | Spanien                                                                                      | E06 | 12.03.1988   | Der DFF zeigte die Folge Die Todeskurve als eigenständigen Film. |
| 1986      | Das Teufelsschiff                                                       | | Les Travailleurs de la mer                                              | Frankreich Sowjetunion Kanada BR Deutschland Griechenland Spanien Finnland Italien Luxemburg | Komplett | 24.11.1987   | Der DFF hat die Serie als Zweiteiler gezeigt. Im Original ein Sechsteiler. |
| 1986      | Verbranntes Land                                                        | Larapinta ist ihr Schicksal                                                                                                   | The Last Frontier                                                       | Vereinigte Staaten Australien                                                                | Komplett | 14.10.1988   | Der DFF hat den Film als Zweiteiler gezeigt. Im Original ein Film. |
| 1986      | Das Wellenmädchen                                                       | | Nattseilere                                                             | Norwegen                                                                                     | Komplett | 26.12.1988   | Deutsche Erstausstrahlung. Der DFF hat es als Sechsteiler gezeigt. Im Original ein Film. |
| 1987      | Die Abenteurer                                                          | | Adventurer                                                              | Vereinigtes Königreich Neuseeland                                                            | Komplett | 12.08.1989   | Deutsche Erstausstrahlung. |
| 1987      | Dusty                                                                   | | Dusty                                                                   | Australien                                                                                   | Komplett | 20.05.1989   | Der DFF hat die Serie als Zwölfteiler gezeigt. Im Original ein Sechsteiler. |
| 1987      | Ein Fall für das Chamäleon                                              | | Les Enquêtes Caméléon                                                   | Frankreich                                                                                   | Komplett | 17.02.1989   | |
| 1987      | Das Familiengeheimnis                                                   | | Segreto di famiglia                                                     | Schweiz                                                                                      | Komplett | 19.11.1988   | Deutsche Erstausstrahlung. |
| 1987      | Gagman                                                                  | | Gagman                                                                  | Tschechoslowakei BR Deutschland                                                              | Komplett | 24.03.1989   | Deutsche Erstausstrahlung. |
| 1987      | Die geheime Welt der Polly Flint                                        | | The Secret World of Polly Flint                                         | Vereinigtes Königreich Frankreich BR Deutschland                                             | Komplett | 13.04.1990   | Der DFF hat die Serie als Dreiteiler gezeigt. Im Original ein Sechsteiler. |
| 1987      | Das Geheimnis der Sahara                                                | | Il segreto del Sahara                                                   | Italien Frankreich BR Deutschland Spanien Schweiz                                            | Komplett | 23.02.1990   | |
| 1987      | Herz aus Stein                                                          | Im Schatten des Vesuv | L’ombra nera del Vesuvio                                                | Italien Frankreich BR Deutschland Spanien                                                    | Komplett | 15.03.1988   | Deutsche Erstausstrahlung. |
| 1987–1993 | Inspektor Morse, Mordkommission Oxford                                  | | Inspector Morse                                                         | Vereinigtes Königreich                                                                       | S01&S02 | 10.08.1989   | Deutsche Erstausstrahlung. Andere Reihenfolge als im Original. |
| 1987      | Queenie                                                                 | | Queenie                                                                 | Vereinigte Staaten Vereinigtes Königreich                                                    | Komplett | 31.03.1988   | |
| 1987      | Der Schatz im All                                                       | | L’isola del tesoro                                                      | Italien BR Deutschland Frankreich                                                            | Komplett | 31.10.1989   | Der DFF hat ihn im Rahmen von Elf 99 als Dreiteiler ausgestrahlt. Im Original ein Fünfteiler. |
| 1987      | Wind und Sterne                                                         | | Captain James Cook                                                      | Australien Frankreich BR Deutschland Spanien Vereinigtes Königreich                          | Komplett | 01.07.1990   | |
| 1988      | Afrika, mein Leben                                                      | Schatten auf der Sonne | Beryl Markham: A Shadow on the Sun                                      | Vereinigte Staaten Vereinigtes Königreich                                                    | Komplett | 24.09.1989   | Der DFF hat den Film als Zweiteiler gezeigt. Im Original ein Film. |
| 1988      | Der Asphaltcowboy und die Lady                                          | | Neat and Tidy: Adventures Beyond Belief                                 | Vereinigte Staaten Vereinigtes Königreich                                                    | Komplett | 26.12.1988   | Deutsche Erstausstrahlung. |
| 1988–1989 | Dirty Dancing                                                           | | Dirty Dancing                                                           | Vereinigte Staaten                                                                           | Komplett | 01.09.1989   | Deutsche Erstausstrahlung. Der DFF hat die Serie im Rahmen von Elf 99 in 13 Episoden gezeigt. Im Original sind es elf Episoden. Ausstrahlung zog sich über das Ende der DDR hinaus. |
| 1988      | Der Fall Mary Phagan                                                    | Eine Stadt wird zum Mörder | The Murder of Mary Phagan                                               | Vereinigte Staaten                                                                           | Komplett | 10.08.1990   | |
| 1988–1989 | Ein Hamster im Nachthemd                                                | | Křeček v noční košili                                                   | Tschechoslowakei BR Deutschland                                                              | Komplett | 25.12.1989   | |
| 1988      | Jack the Ripper – Das Ungeheuer von London                              | Jack the Ripper | Jack the Ripper                                                         | Vereinigtes Königreich Vereinigte Staaten                                                    | Komplett | 29.12.1989   | Deutsche Erstausstrahlung. |
| 1988      | Mamma Lucia                                                             | | The Fortunate Pilgrim                                                   | Vereinigte Staaten Italien                                                                   | Komplett | 05.07.1990   | Der DFF hat den Film als Zweiteiler gezeigt. Im Original ein Dreiteiler. |
| 1988      | SOS – Hills End antwortet nicht                                         | | Hills End                                                               | Australien                                                                                   | Komplett | 02.06.1990   | Der DFF hat den Sechsteiler als Dreiteiler gezeigt. |
| 1988–1989 | Zirkus Humberto                                                         | | Cirkus Humberto                                                         | BR Deutschland Tschechoslowakei                                                              | Komplett | 22.05.1990   | |
| 1989–2013 | Agatha Christie’s Poirot                                                | | Agatha Christie’s Poirot                                                | Vereinigtes Königreich                                                                       | S01 | 27.03.1990   | Deutsche Erstausstrahlung. |
| 1989      | Im Schatten der Kobra                                                   | Schatten der Kobra | Shadow of the Cobra                                                     | Vereinigtes Königreich Australien                                                            | Komplett | 31.05.1990   | Deutsche Erstausstrahlung. |
| 1989      | In 80 Tagen um die Welt                                                 | | Around the World in 80 Days                                             | Vereinigte Staaten Italien Jugoslawien BR Deutschland                                        | Komplett | 10.11.1989   | Deutsche Erstausstrahlung. Der DFF hat den Film als Fünfteiler gezeigt. Im Original ein Dreiteiler. Wurde eigens synchronisiert. |
| 1989      | Die Abenteurer – Serie 1987                                             | Mord im Paradies | Passion and Paradise                                                    | Vereinigte Staaten Vereinigtes Königreich                                                    | Komplett | 06.01.1990   | Der DFF hat den Film als Zweiteiler gezeigt. Im Original ein dreistündiger Fernsehfilm. |
| 1989      | Die schnelle Gerdi                                                      | | Die schnelle Gerdi                                                      | BR Deutschland                                                                               | Komplett | 23.09.1990   | |